# Grecquage

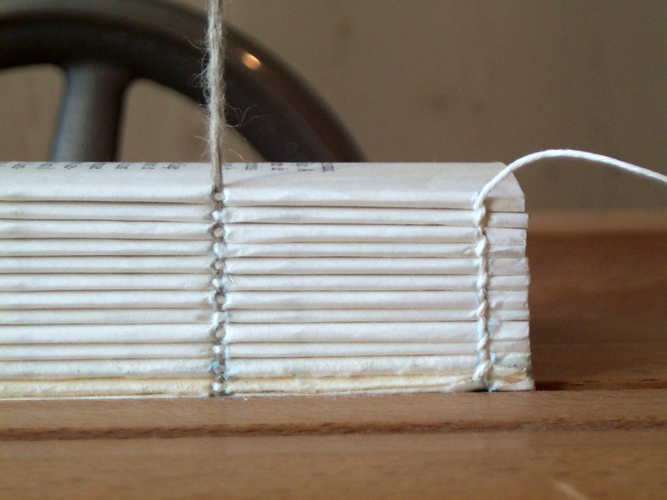
Les cahiers reposent sur le cousoir et laissent apparaître les entailles créées lors de l'étape du grecquage

Le grecquage est une des étapes du processus de la reliure. Elle consiste à entailler sur le dos du volume à l'aide d'une scie à main. Ces entailles recevront les nerfs qui ne seront dès lors plus saillants par rapport au dos des cahiers.
Après avoir ballotté le volume par le dos et par la tête, afin de bien égaliser les cahiers, le relieur le place entre deux membrures, qui sont des ais plus épais d'un côté que de l'autre, d'une façon telle que le volume sorte de 6 à 8 millimètres ; il le place dans la presse et le serre très légèrement. Comme les membrures sont plus épaisses du côté du dos que du côté de la tranche, elles serrent davantage le dos et tiennent le volume mieux assujetti. Ensuite il fait avec la scie les entailles nécessaires d'une profondeur égale au diamètre des nerfs. Au-dessus de la première grecque, et au-dessous de la dernière, il donne un léger coup de scie pour loger la chaînette.
Dans le processus d’encollage industriel, le grecquage est automatisé. Pratiqué sur les documents au dos épais, les entailles ont pour objectif d'améliorer la pénétration de la colle dans le papier avant la pose de la couverture.